# سبيل محمد علي بالعقادين
سبيل محمد علي بالعقادين أو سبيل طوسون باشا, أنشأه محمد علي باشا على روح ولده طوسون باشا سنة 1236هـ/1820م.

## معرض صور

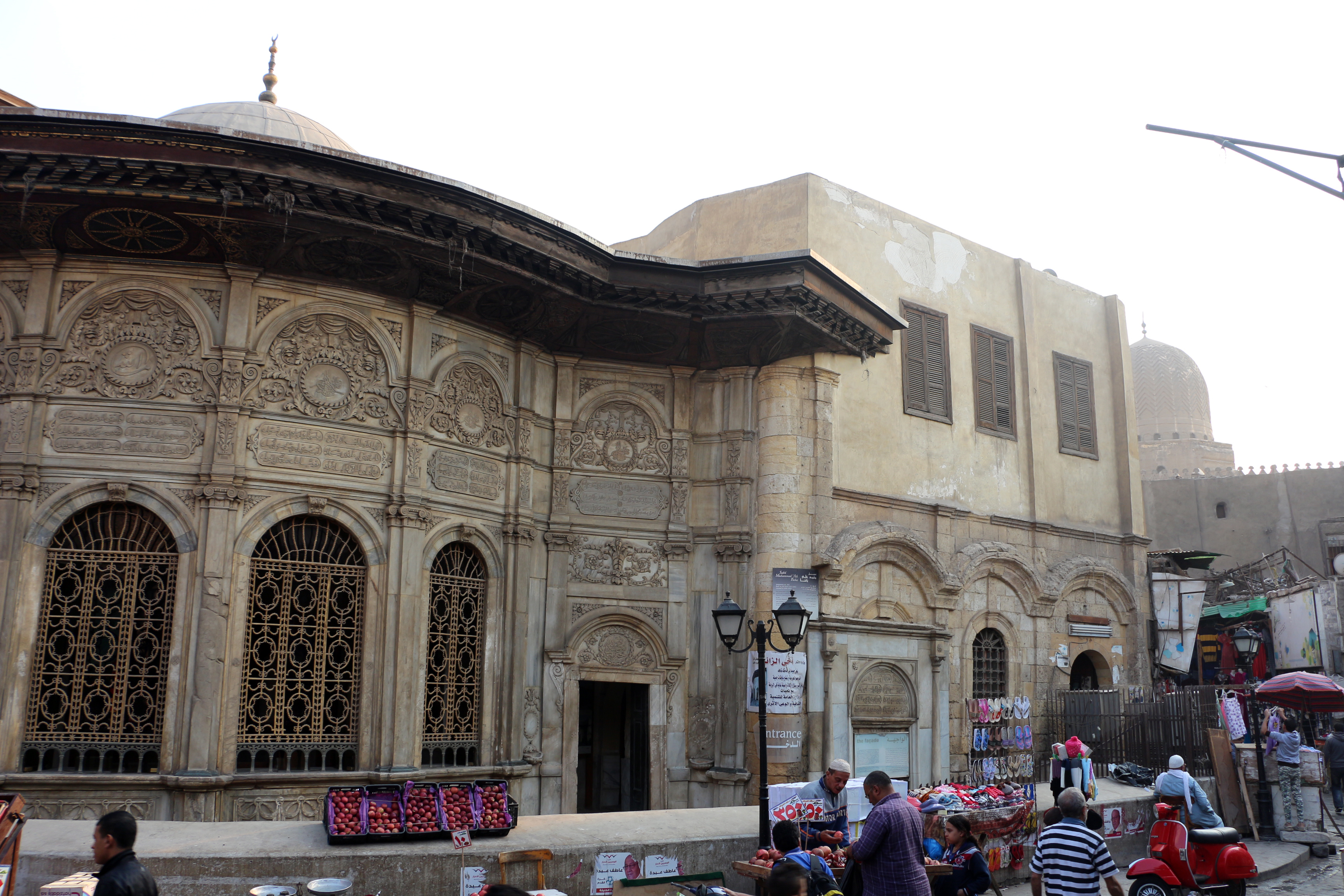
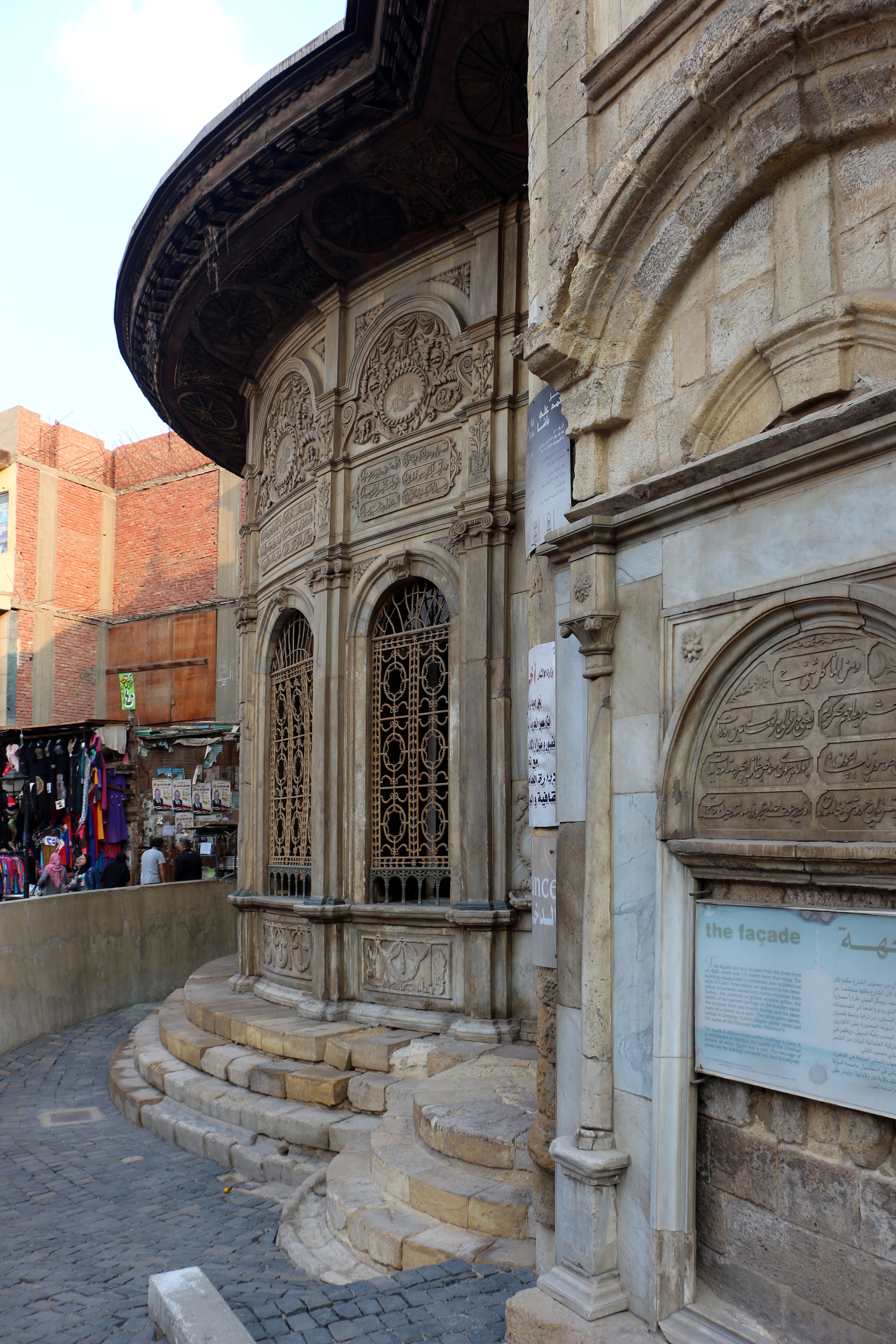
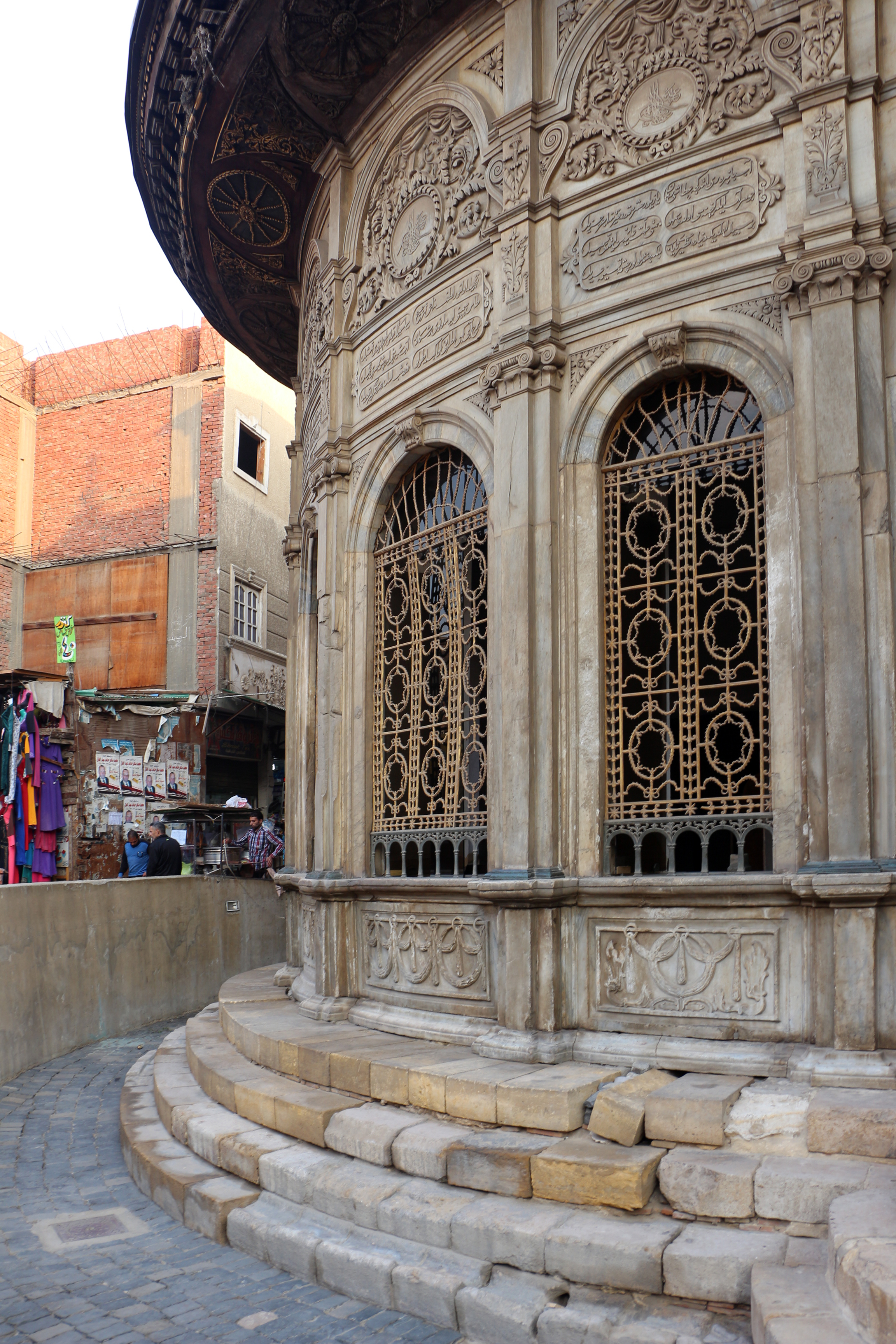
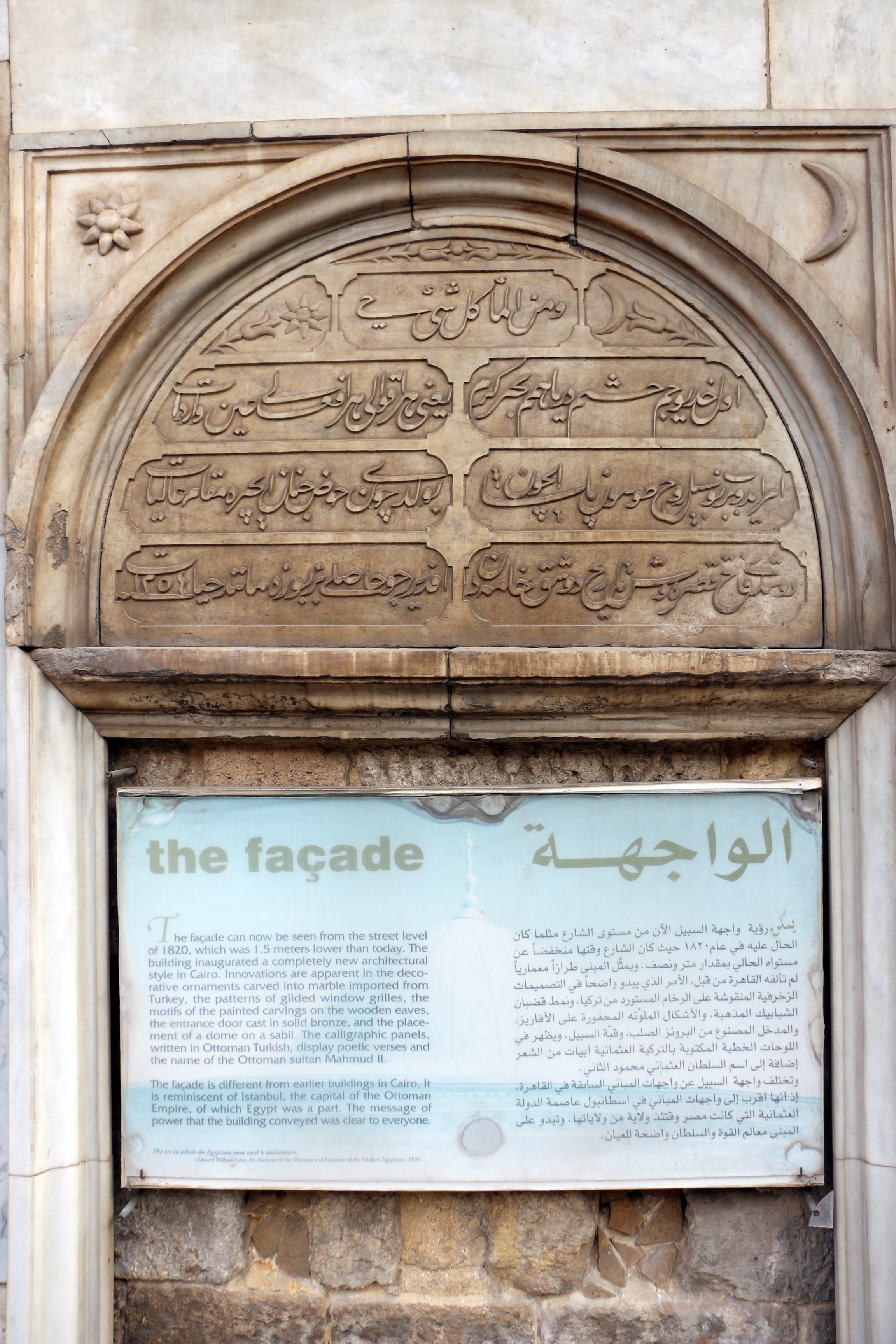